# Stopień wielomianu
Stopień jednomianu – suma wszystkich wykładników potęg przy zmiennych niezerowego jednomianu, np. jednomian {\displaystyle xy=x^{1}y^{1}} jest stopnia drugiego.
Stopień wielomianu jest to najwyższy ze stopni jego składników (jednomianów) o niezerowych współczynnikach. Dla wielomianu jednej zmiennej jest to największa potęga zmiennej, która występuje jawnie w wielomianie.
Stopień wielomianu {\displaystyle f} oznacza się {\displaystyle \deg f} – skrót od ang. degree.
Niekiedy zakłada się, że jeśli {\displaystyle f\equiv 0,} wówczas {\displaystyle \deg f=-\infty .}

## Przykłady
- {\displaystyle 3x^{3}-2x^{2}+x-1} – wielomian stopnia 3,
- {\displaystyle x^{5}+x^{3}-2x+11} – wielomian stopnia 5,
- {\displaystyle 2x} – wielomian stopnia 1,
- {\displaystyle -9} – wielomian stopnia 0,
- {\displaystyle 0} – wielomian zerowy (najczęściej dla tego wielomianu nie definiuje się stopnia).

## Własności
- Stopień sumy i różnicy wielomianów jest nie większy niż większy z ich stopni:

{\displaystyle \deg(f\pm g)\leqslant \max(\deg f,\deg g).}
- Stopień iloczynu wielomianów jest równy sumie ich stopni w pierścieniu bez dzielników zera:

{\displaystyle \deg(f\cdot g)=\deg f+\deg g.}

## Rozszerzenie pojęcia
Stopień wielomianu {\displaystyle f(x)} można także zdefiniować metodami analitycznymi:
{\displaystyle \deg f\colon =\lim _{x\to \infty }{\frac {\log |f(x)|}{\log(x)}}.}
Definicję tę można zastosować dla każdej funkcji ciągłej, która od pewnego miejsca nie zmienia znaku i dla której powyższa granica istnieje. Np.:
- {\displaystyle \deg {\tfrac {1}{x}}=-1,}
- {\displaystyle \deg {\sqrt {x}}={\tfrac {1}{2}},}
- {\displaystyle \deg \log x=0,}
- {\displaystyle \deg \exp x=\infty .}

Jeśli obliczanie granicy prowadzi do wyrażenia nieoznaczonego {\displaystyle {\tfrac {\infty }{\infty }},} to dla funkcji różniczkowalnej można skorzystać z reguły de l’Hospitala. Wówczas
{\displaystyle \lim _{x\to \infty }{\frac {\log |f(x)|}{\log(x)}}=\lim _{x\to \infty }{\frac {(\log |f(x)|)'}{(\log(x))'}}=\lim _{x\to \infty }{\frac {xf'(x)}{f(x)}}.}
Jeśli {\displaystyle \deg f,\,\deg g} istnieją, to łatwo sprawdzić, że istnieje {\displaystyle \deg f\cdot g} oraz {\displaystyle \deg f\cdot g=\deg f+\deg g.} Faktycznie
{\displaystyle {\frac {x(fg)'}{fg}}={\frac {x(f'g+fg')}{fg}}={\frac {xf'g}{fg}}+{\frac {xfg'}{fg}}={\frac {xf'}{f}}+{\frac {xg'}{g}}.}